# Enrico Pace
Enrico Pace (Rimini, 1967) è un pianista italiano.

## Attività
Allievo di Franco Scala, prima al Conservatorio Rossini di Pesaro e successivamente all'Accademia Pianistica di Imola di cui è attualmente docente.
Ha suonato con l'Orchestra Filarmonica di Rotterdam, l'Orchestra Filarmonica della Radio Olandese, le Orchestre Sinfoniche di Sydney e Melbourne, la Berliner Sinfonie-Orchester, MDR-Sinfonieorchester Leipzig, l'Orchestra Filarmonica di Varsavia (sostituendo Marta Argerich in una serie di concerti in Svizzera e Italia), l'Orchestra Filarmonica Ceca di Stato di Brno, l'Orchestra Sinfonica di Malmö, la RTE National Symphony Orchestra, l'Orchestra Sinfonica Verdi di Milano, l'Amsterdam Sinfonietta, la Gelders Orchestra, le Orchestre di Johannesburg e Cape Town, i Münchner Philharmoniker, i Bamberger Symphoniker e la BBC Philharmonic Orchestra.
Agli impegni solistici Enrico Pace affianca un'intensa attività cameristica: ha collaborato con il Quartetto Shostakovich, Quartetto Keller, Quartetto RTE Vanbrugh e il Quartetto Prometeo. Ha preso parte a vari festival di Musica da Camera quali Delft, Risør in Norvegia, Rheingau in Germania, Kuhmo in Finlandia, West Cork in Irlanda, Stresa e Lucerna.

## Premi
Nel 1989 Enrico Pace ha vinto il Primo Premio al Concorso Internazionale Franz Liszt di Utrecht.

## Registrazioni
Pace ha inciso per l'etichetta Sony BMG al fianco del violinista Frank Peter Zimmermann.